# Miscon
Miscon település Franciaországban, Drôme megyében. Lakosainak száma 72 fő (2022. január 1.). Miscon Boulc, Lesches-en-Diois, Luc-en-Diois és Menglon községekkel határos.

## Népesség
A település népességének változása:
| Lakosok száma | 36   | 28   | 38   | 48   | 64   | 59   | 55   | 53   | 60   | 72   |
|               | 1968 | 1982 | 1990 | 2006 | 2013 | 2015 | 2017 | 2019 | 2020 | 2022 |